# Talmir Rodrigues
Talmir Rodrigues (Muzambinho, Minas Gerais, 10 de dezembro de 1958), médico, eleito deputado federal (PV) no ano de 2006 com 60.407 votos pelo estado de São Paulo.